# مستقبل ميكانيكي

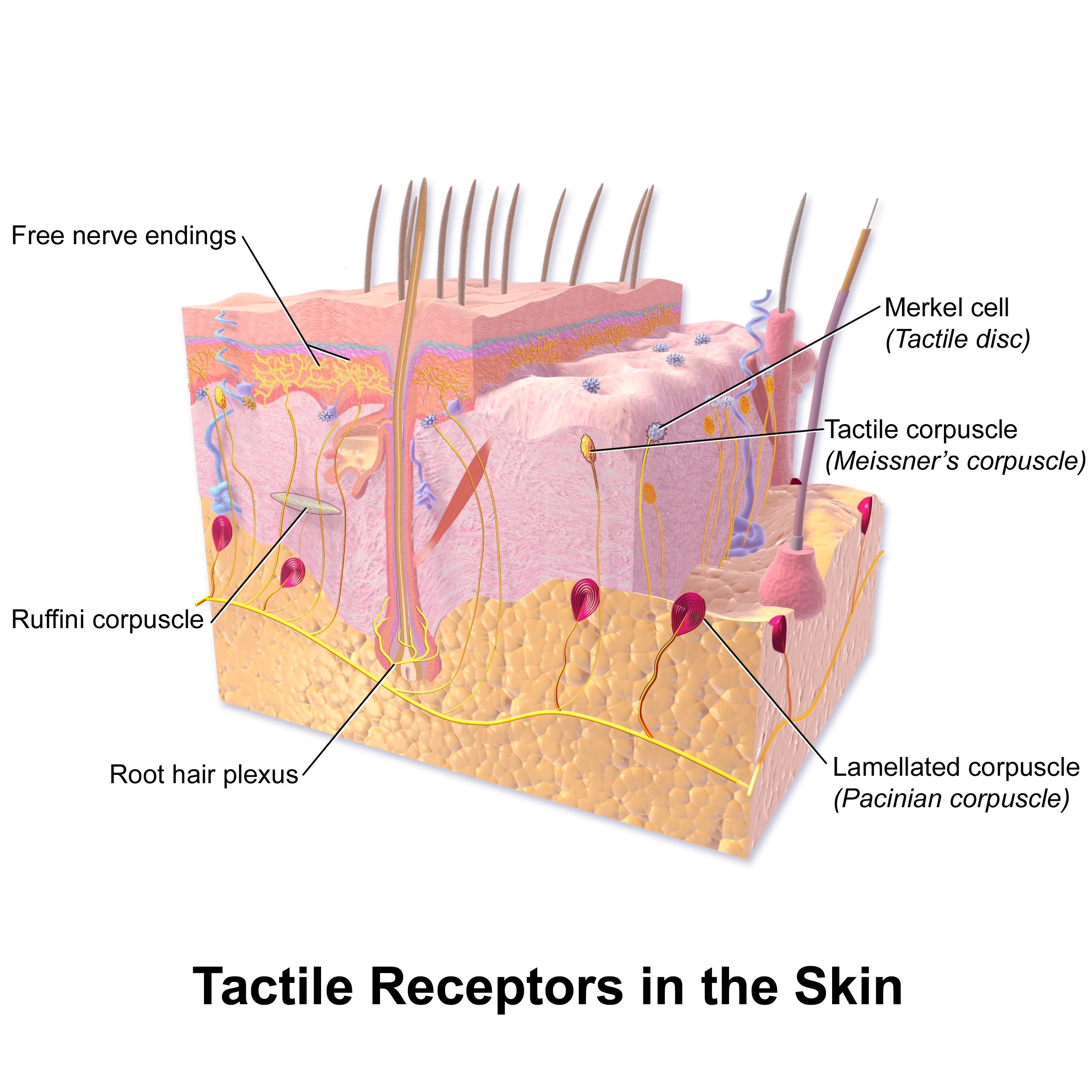

المستقبل الميكانيكي هو عصبون حسي يستجيب للضغط الميكانيكي أو الانفتال. في الحالة الطبيعية، هناك أربعة أنواع رئيسية في جلد الثدييات العارية (الجرداء أو عديمة الشعر): الجسيمات الصفاحية (جسيمات باتشيني)، والجسيمات اللمسية (جسيمات ميسنر)، ونهايات ميركل، والجسيمات المنتفخة (جسيمات روفيني). هناك أيضًا مستقبلات ميكانيكية في الجلد المشعر، وتشبه الخلايا الشعرية في مستقبلات الرئيسيات مثل المكاك الريسوسي (الريص) والثدييات الأخرى تلك الموجودة لدى البشر، وقد دُرست حتى في أوائل القرن العشرين من الناحية التشريحية والفيزيولوجية العصبية.
تتضمن المستقبلات الميكانيكية الخاصة باللافقاريات عضيات حسية ناقوسية، وعضيات حسية أخدودية، وغيرها.

## الأنواع
في الجلد الأجرد (عديم الشعر)، هناك أربعة أنواع أساسية من المستقبلات الميكانيكية، يتكيف كل نوع مع وظيفته. تستجيب الجسيمات اللمسية (التي تُعرف أيضًا باسم جسيمات ميسنر) للمس الخفيف، وتتكيف بسرعة مع التغيرات في النسيج (اهتزازات بتواتر نحو 50 هرتز). ترصد الجسيمات المنتفخة (التي تُعرف أيضًا باسم نهايات روفيني) الضغط العميق في الجلد واللفافة. ترصد نهايات ميركل العصبية (التي تُعرف أيضًا باسم أقراص ميركل) الضغط المستمر. ترصد الجسيمات الصفاحية (التي تُعرف أيضًا باسم جسيمات باتشيني) في الجلد واللفافة الاهتزازات السريعة (نحو 200-300 هرتز).
تُسمى المستقبلات في بصيلات الشعر ضفائر جذر الشعرة، وهي تستشعر أي تغير في موضع الشعرة. في الواقع، إن أكثر المستقبلات الميكانيكية حساسيةً عند البشر هي الخلايا الشعيرية في قوقعة الأذن الداخلية (ليس لها علاقة بالمستقبلات الجريبية؛ سُميت تبعًا للأهداب الساكنة الميكانيكية الحسية التي تملكها)؛ توصل هذه المستقبلات التنبيه الصوتي إلى الدماغ.
تستشعر النهايات العصبية الحرة الميكانيكية الحسية أحاسيس اللمس، والضغط والشد، بالإضافة إلى الدغدغة والحكة. ينتج إحساس الحكة عن تنبيه النهايات العصبية الحرة بواسطة المواد الكيميائية.
مستقبلات الضغط هي نوع من العصبونات الحسية للمستقبلات الميكانيكية التي تُحفَّز بواسطة تمدد الأوعية الدموية.

### المستقبلات الميكانيكية الجلدية
تستجيب المستقبلات الميكانيكية الجلدية للتنبيه الميكانيكي الناجم عن التداخل الفيزيائي، بما في ذلك الضغط والاهتزاز. تتوضع في الجلد، مثل بقية المستقبلات الجلدية. تُعصّب جميعها عبر النوع الثاني من الألياف الحسية «ألياف بيتا β من المجموعة الأولى»، ما عدا النهايات العصبية الحرة الميكانيكية الحسية التي تُعصّب عبر ألياف دلتا δ من المجموعة الأولى. تُصنف المستقبلات الميكانيكية الجلدية مورفولوجيًا، أو من خلال نوع الإحساسات التي تستقبلها، أو من خلال معدل التكيف. علاوةً على ذلك، يملك كل منها مجالًا استقباليًا مختلفًا.
- يُعتبر المستقبل الميكانيكي بطيء التكيف من النوع الأول I (إس إيه 1)، مع العضو الانتهائي لجسيم ميركل، مسؤولَين عن الإدراك الحسي لشكل الجلد وخشونته. تملك هذه المستقبلات مجالات استقبالية صغيرة، وتنتج استجابات مستمرة لتحفيز ثابت.[3]
- يستجيب المستقبل الميكانيكي بطيء التكيف من النوع الثاني II (إس إيه 2)، مع العضو الانتهائي لجسيم روفيني، لشد الجلد، لكنه لا يملك ارتباطًا مباشرًا بوظيفة استقبال الحس العميق أو الاستقبال الميكانيكي في الإدراك الحسي. تنتج هذه المستقبلات أيضًا استجابات مستمرة لتحفيز ثابت، لكنها تملك مجالات استقبالية كبيرة.[4]
- يُعتبر المستقبل الميكانيكي سريع التكيف (آر إيه) أو العضو الانتهائي لجسيم ميسنر مسؤولًا عن الإدراك الحسي للرفرفة والانزلاق على الجلد. لدى هذه المستقبلات مجالات استقبالية صغيرة، وتنتج استجابات مؤقتة محدودة ببداية التنبيه ونهايته.[5]
- تُعتبر جسيمات باتشيني أو جسيمات فاتر باتشيني أو الجسيمات الصفاحية مسؤولة عن الإدراك الحسي للاهتزاز عالي التواتر، وتنتج أيضًا استجابات مؤقتة، لكنها تملك مجالات استقبالية كبيرة.[6][7][8]

### وفقًا للإحساس

#### وفقًا لمعدل التكيف
يمكن أيضًا تقسيم المستقبلات الميكانيكية الجلدية إلى فئات على أساس معدلات تكيفها. عندما يتلقى المستقبل الميكانيكي تنبيهًا، يبدأ بتحفيز النبضات أو جهود الفعل بمستويات تردد عالية (كلما كان التنبيه أقوى، كان التواتر أعلى). ومع ذلك، سوف «تتكيف» الخلية مع المنبه المستمر أو الثابت، وتتضاءل النبضات إلى المعدل الطبيعي. تُسمى المستقبلات سريعة التكيف (أي التي تعود بسرعة إلى معدل النبضات الطبيعي) «طورية». أما تلك التي تعود ببطء إلى معدل الإطلاق الطبيعي، فتُعرف بالموتّرة. تفيد المستقبلات الميكانيكية الطورية في الإحساس بأشياء مثل القوام والاهتزازات، بينما تفيد المستقبلات الميكانيكية الموترة في الإحساس بالحرارة واستقبال الحس العميق من بين أمور أخرى.
- تكيف بطيء: تشمل المستقبلات الميكانيكية بطيئة التكيف الأعضاء الانتهائية لجسيمات روفيني وميركل وبعض النهايات العصبية الحرة.
  - تملك المستقبلات الميكانيكية بطيئة التكيف من النوع الأول I أعضاء انتهائية متعددة لجسيم ميركل.
  - تملك المستقبلات الميكانيكية بطيئة التكيف من النوع الثاني II أعضاء انتهائية مفردة لجسيم روفيني.
- تكيف متوسط: بعض النهايات العصبية الحرة معتدلة التكيف.
- تكيف سريع: تشمل المستقبلات الميكانيكية سريعة التكيف الأعضاء الانتهائية لجسيمات ميسنر، والأعضاء الانتهائية لجسيمات باشيني، ومستقبلات بصيلات الشعر، وبعض النهايات العصبية الحرة.
  - تملك المستقبلات الميكانيكية سريعة التكيف من النوع الأول I أعضاء انتهائية متعددة لجسيم ميسنر.
  - تملك المستقبلات الميكانيكية سريعة التكيف من النوع الثاني II (تدعى عادةً باتشينية) أعضاء انتهائية مفردة لجسيم باتشيني.

### المجال الاستقبالي
توجد المستقبلات الميكانيكية الجلدية ذات المجالات الاستقبالية الصغيرة والدقيقة في المناطق التي تحتاج إلى حس لمسي دقيق (في أطراف الأصابع). في أطراف الأصابع والشفتين، تزداد كثافة تعصيب المستقبلات الميكانيكية سريعة التكيف وبطيئته من النوع الأول I بشكل كبير. لدى هذين النوعين من المستقبلات الميكانيكية مجالات استقبالية منفصلة صغيرة، ويُعتقد أنها تكمن وراء استخدام العتبة الأكثر انخفاضًا للأصابع في تقييم القوام، والسطح، والانزلاق، والرفرفة. تميل المستقبلات الميكانيكية الموجودة في مناطق الجسم ذات القدرة اللمسية الأقل لأن تكون ذات مجالات استقبالية أكبر.

### أخرى
تشمل المستقبلات الميكانيكية الأخرى، غير تلك الجلدية، الخلايا الشعيرية، وهي مستقبلات حسية في الجهاز الدهليزي في الأذن الداخلية، حيث تسهم في عمل الجهاز السمعي وحس التوازن. بالإضافة إلى هذا، تساعد المستقبلات الميكانيكية لدى نبات خناق الذباب (مصيدة فينوس) على التقاط الفرائس الكبيرة بفعالية.
هناك أيضًا مستقبلات قرب شعرية (مستقبلات جاي J) تستجيب إلى أحداث مثل وذمة الرئة، والانصمام الرئوي، وذات الرئة، والرضح الضغطي.

### المستقبلات الميكانيكية الرباطية
هناك أربعة أنواع من المستقبلات الميكانيكية المدمجة في الأربطة. نظرًا إلى أن جميع هذه المستقبلات الميكانيكية ميالينية (مغمدة بالنخاعين)، فهي تستطيع نقل المعلومات الحسية المتعلقة بموضع المفصل إلى الجهاز العصبي المركزي.
- النوع الأول I: (صغير) عتبة منخفضة، تكيف بطيء في الأوضاع الثابتة والديناميكية.
- النوع الثاني II: (متوسط) عتبة منخفضة، تكيف سريع في الأوضاع الديناميكية.
- النوع الثالث III: (كبير) عتبة مرتفعة، تكيف بطيء في الأوضاع الديناميكية.
- النوع الرابع IV: (صغير جدًا) مستقبلات الألم عالية العتبة التي تبلّغ عن الإصابة.

يُعتقد أن المستقبلات الميكانيكية من النوعين الثاني II والثالث III على وجه الخصوص مرتبطة باستقبال الحس العميق.

## الجسيم الصفاحي
الجسيمات الصفاحية، أو جسيمات باتشيني، هي مستقبلات للضغط متوضعة في الجلد ومختلف الأعضاء الداخلية. يتصل كل جسيم منها مع عصبون حسي. نظرًا إلى حجمها الكبير نسبيًا، يمكن عزل جسيم صفاحي واحد ودراسة خصائصه. يُطبق الضغط الميكانيكي على الجسيم بدرجات مختلفة من القوة والتواتر بواسطة قُليم، ويُكشف عن النشاط الكهربائي الناتج عبر أقطاب كهربائية متصلة مع الإعدادات.
يُحدث تشوه الجسيم جهدًا متولدًا في العصبون الحسي محدثًا ضمنه. تكون الاستجابة متدرجةً: كلما كان التشوه أكبر، كان الجهد المتولد أكبر. إذا وصل الجهد المتولد إلى العتبة، يتحفز سيل من جهود العمل (نبضات عصبية) في أول عقدة رانفييه من العصبون الحسي.
بمجرد الوصول إلى حد العتبة، تُسجل درجة التنبيه في تواتر النبضات المولدة في العصبون. لذا، كلما كان التشوه الحاصل في جسيم ما متكررًا وكبيرًا، زاد تواتر النبضات العصبية المتولدة في العصبون التابع له.
الحساسية المثالية للجسيم الصفاحي هي 250 هرتز، وهو نطاق التواتر المتولد على أطراف الأصابع بواسطة مواد مكونة من معالم أصغر من 200 ميكرومتر.